# مأمور خودسر
مأمور خودسر (انگلیسی: Vigilante; کره‌ای: 비질란테) یک مجموعه تلویزیونی کره جنوبی سال ۲۰۲۳ با بازی نام جو هیوک، یو جی-ته، لی جون هیوک و کیم سو-جین است. این مجموعه بر پایه وب‌تونی با همین نام اثر کیم گیو سام است. مأمور خودسر در ۸ نوامبر ۲۰۲۳ از دیزنی پلاس پخش  شد.

## خلاصه داستان
این مجموعه داستان یک دانشجوی نمونه آکادمی پلیس را روایت می‌کند که در روز از قانون محافظت می‌کند و در شب به عنوان یک 'ویجلنتی' زندگی می‌کند و برای جنایتکارانی که از قانون فرار می‌کنند، عدالت را اجرا و آنها را مجازات می‌کند.

## بازیگران
- نام جو هیوک در نقش کیم جی یونگ، دانشجوی نمونه آکادمی پلیس در روز و 'ویجلنتی' در شب، یک قهرمان پنهان که شبانه جنایتکاران را مجازات می‌کند[۴]
- یو جی-ته در نقش جو هون، لیدر تیم تحقیقاتی
- لی جون هیوک در نقش چو کانگ اوک، دستیار 'ویجلنتی'
- کیم سو-جین در نقش چو می ریو، یک گزارشگر

## تولید
استودیو ان در سپتامبر ۲۰۱۹ برنامهٔ خود را برای بازسازی وب‌تون ویجلنتی از کیم گیو سام در یک اثر نمایشی را اعلام کرد. حضور بازیگر نام جو هیوک به عنوان نقش اصلی این مجموعه تلویزیونی در آوریل ۲۰۲۲ تأیید شد.

## انتشار
مأمور خودسر در ۸ نوامبر ۲۰۲۳ منتشر شد. در کل ۸ قسمت است و چهارشنبه‌ها دو قسمت پخش شد.